# Centru (teoria grupurilor)
Centrul unui grup {\displaystyle G} este mulțimea elementelor care comută cu toate elementele lui {\displaystyle G}:
{\displaystyle Z(G)=\{g\in G\,|\,\forall h\in G,\,gh=hg\}.}
Notația uzuală este {\displaystyle Z(G)}, Z-ul provenind de la cuvântul german Zentrum (centru).

## Proprietăți
Centrul unui grup este mereu nevid căci elementul neutru comută cu toate elementele grupului conform definiției sale.
{\displaystyle Z(G)} este un subgrup normal al lui {\displaystyle G}.
{\displaystyle G} este grup abelian dacă și numai dacă {\displaystyle G=Z(G)}.
Câtul {\displaystyle G/Z(G)} este izomorf cu {\displaystyle {\text{Inn}}(G)}, grupul automorfismelor interioare ale lui {\displaystyle G}, i.e. automorfismele {\displaystyle f:G\rightarrow G} de tipul {\displaystyle f(g)=hgh^{-1}}, unde {\displaystyle h\in G}.

## Exemple
Centrul oricărui grup abelian {\displaystyle G} este tot grupul {\displaystyle G}.
Centrul grupului simetric {\displaystyle S_{n}} este trivial pentru {\displaystyle n\geq 3}.
Centrul grupului altern {\displaystyle A_{n}} este trivial pentru {\displaystyle n\geq 4}.
Centrul grupului cuaternionilor {\displaystyle Q} este subgrupul {\displaystyle \{1,-1\}}.
Centrul grupului diedral {\displaystyle D_{n}}, {\displaystyle n\geq 3}, este trivial dacă {\displaystyle n} este impar și este subgrupul {\displaystyle \{e,r^{k}\}} dacă {\displaystyle n=2k}.